# Joseph Forlenze
Joseph Forlenze, geboren als Giuseppe Nicolò Leonardo Biagio Forlenza, (Picerno, 3 februari 1757 – Parijs, 22 juli 1833) was een Italiaanse chirurg en oogarts. Hij wordt beschouwd als een van de belangrijkste oogartsen van de 18e en 19e eeuw en leverde een belangrijke bijdrage aan de ontwikkeling van de oogheelkunde. Hij werd beroemd in de tijd van Napoleon, vooral vanwege zijn kundigheid op het gebied van staaroperaties.

## Biografie
Joseph Forlenze behoorde tot een familie van artsen. Zijn ouders waren Felice en Vita Pagano. Zijn vader Felice en zijn ooms Sebastiano en Giuseppe waren barbier-chirurg en deden aderlatingen in dienst van de adellijke familie Capece Minutolo van Ruoti. Hij kreeg godsdienstonderwijs aan een school die door deze adellijke familie was gesticht. Hier leerde hij baron Ferdinando Capece Minutolo kennen, bij wie Joseph opviel door zijn leergierigheid.
Enkele jaren later gaf de baron hem een toelage vanwege financiële problemen in de familie, zodat Joseph zijn studie in Napels kon vervolgen. Hij volgde daar lessen in de chirurgie en maakte daarna studiereizen naar Sicilië, Malta en enkele Griekse eilanden. Daarna verhuisde Forlenze naar Frankrijk en werd daar leerling van Pierre Joseph Desault. Hij verbleef ook twee jaar in Engeland en deed daar ervaring op in het St. George’s Hospital in Londen, waar John Hunter directeur was. Ook reisde hij naar Nederland en Duitsland. Na zijn terugkeer in Frankrijk zette Desault hem op het spoor van de oogheelkunde en al snel begon Forlenze aan een schitterende carrière.
Heel belangrijk waren zijn observaties op het gebied van blindgeboren kinderen en staar. In 1797 deed hij een oogoperatie in een rusthuis in Parijs in aanwezigheid van een door het Instituut benoemde commissie en enkele leden van de regering. Tevens waren er Franse en buitenlandse wetenschappers bij aanwezig. In 1798 werd hij benoemd tot chirurg-oogarts bij het Hôtel des Invalides en het Hôtel Dieu in Parijs. Hier behandelde hij soldaten die getroffen waren door oogaandoeningen tijdens de Expeditie naar Egypte. In 1801 kreeg hij toestemming van het ministerie van Binnenlandse Zaken om de verschillende ziekenhuizen in de republiek te bezoeken om daar de nodige oogoperaties te kunnen uitvoeren.
Ook gaf Forlenze les in het voorkomen en behandelen van oogaandoeningen aan mensen die zonder een academische graad toestemming hadden om als arts in ziekenhuizen te werken. Napoleon benoemde Forlenze in 1806 met een koninklijk decreet tot oogarts voor de middelbare scholen, de burgerhospitalen en alle welzijnsinstellingen in de verschillende departementen van het Franse keizerrijk.
Onder zijn patiënten bevonden zich bekende persoonlijkheden als de jurist Jean-Étienne-Marie Portalis, minister van kerkelijke zaken, en de dichter Lebrun-Pindare. Deze dichtte als dank enkele versregels in de ode Les conquêtes de l’homme sur la nature.
Forlenze’s medische werkzaamheden strekten zich ook uit buiten Frankrijk: hij verbleef een tijd in Engeland en ook in zijn geboorteland Italië, waar hij in diverse steden gratis oogoperaties uitvoerde. In Turijn behandelde hij enkele blinden in de gevangenis en in Rome behandelde hij kardinaal Giuseppe Maria Doria Pamphilij en werd hij publiekelijk geprezen door Caroline van Bourbon, hertogin van Berry.
Zijn Considérations sur l’opération de la pupille artificielle (1805) wordt beschouwd als een van de belangrijkste geneeskundige werken van zijn tijd. Na een lange en rijke carrière stierf Forlenze in de avond van 22 juli 1833, nadat hij door een beroerte was getroffen in het Café de Foy in Parijs, waar hij vaak kwam.

## Werken
- Considérations sur l’opération de la pupille artificielle (1805)
- Notice sur le développement de la lumière et des sensations dans les aveugles-nés, à la suite de l'opération de la cataracte (1817)

## Onderscheidingen
- Ridder in het Legioen van Eer
- Ridder Commandeur in de Orde van Sint-Michaël en Sint-George